# Ecuación de drenaje
Una ecuación de drenaje es aquella que describe la relación entre la profundidad y el espaciamiento entre tubos o zanjas de drenaje subterráneo, la profundidad del nivel freático, la profundidad y la permeabilidad del suelo. 

Las ecuaciones de drenaje se utilizan para diseñar sistemas de drenaje subterráneos con el fin de solucionar el problema del agua subterránea elevada, mejorar las condiciones agrarias y promover las cosechas de los cultivos.

## La ecuación de Hooghoudt

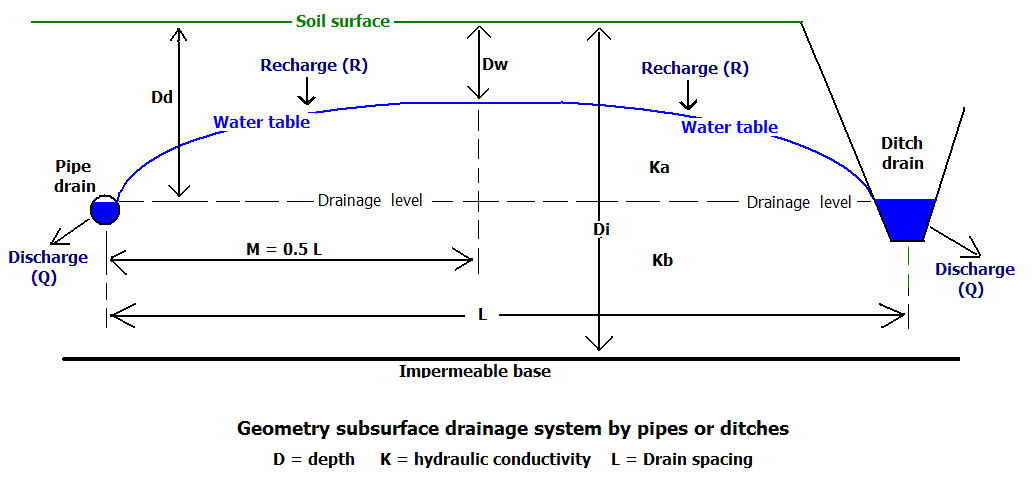
Parámetros en un sistema de drenaje subterráneo

Una ecuación de drenaje bien conocida para el estado estacionario es la de Hooghoudt:
Q L2 = 8 Kb d (Di – Dd) (Dd – Dw) + 4 Ka (Dd – Dw)2
en que:
Q	= la velocidad de drenaje en estado estacionario (m/día)
K	= la permeabilidad o conductividad hidráulica del suelo (m/día)
Ka = K por encima del nivel de drenaje (m/día)
Kb = K por debajo del nivel de drenaje (m/día)
D	= profundidad (m)
Di = profundidad de la capa impermeable (m)
Dd = profundidad del nivel de drenaje (m)
Dw = profundidad en estado estacionario del nivel freático (napa freática, tabla de agua) en el medio entre los tubos o zanjas de drenaje (m)
r = radio del tubo de drenaje o radio equivalente de la zanja de drenaje (m)
L = espaciamiento entre los tubos o zanjas de drenaje (m)
d = profundidad equivalente, una función de L, (Di–Dd), y r
La profundidad equivalente d representa la disminución del espesor del acuífero (Di–Dd) para simular el efecto de la resistencia al flujo radial hacia el tubo o la zanja de drenaje
El estado estacionario 

En el estado estacionario el nivel de la tabla del agua subterránea se mantiene constante y la velocidad de drenaje (Q) equivale a la velocidad de recarga (R) por la lluvia o el exceso de riego. Considerando un plazo largo (por ejemplo una estación del año), el cambio de la cantidad de agua almacenada en la tabla de agua es normalmente pequeña en comparación con la cantidad de agua drenada de modo que la condición del estado estacionario se aproxima suficientemente para poder aplicar la ecuación.
Derivación de la ecuación 

Para la derivación de la ecuación, Hooghoudt empleó la ley de Darcy, el sumatorio de funciones equipotenciales circulares y, para determinar la influencia de la capa impermeable, el método de las imágenes. Hooghoudt publicó tablas para la determinación de la profundidad equivalente (d), porque la función F en d = F(L, Di–Dd, r) consiste de una serie larga de términos.
Determinando:

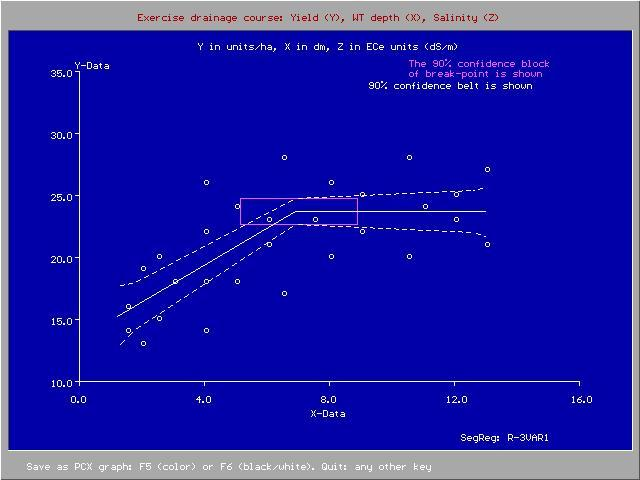
Cosecha de cultivo y profundidad promedia estacional de la tabla de agua

- la velocidad Q de drenaje y la recarga promedia de un balance hídrico
- la profundidad promedia de la tabla de agua permisible para las plantas (Dw)
- la conductividad hidráulica (Ka y Kb) por mediciones
- la profundidad (Di) del fondo del acuífero

se encuentra el espaciamiento requerido de los tubos o zanjas de drenaje en dependencia de su profundidad (Dd) y tamaño (r).

## Profundidad equivalente
En 1991 se desarrolló una expresión matemática analítica para la profundidad equivalente (d) que reemplaza a las tablas de Hooghoudt:
d = πL / 8 { ln(L / πr) + F(x) }
donde:
x = 2π (Di – Dd) / L
F(x) = Σ 4e–2nx / n (1 – e–2nx)
con: 
n = 1, 3, 5, . . .
e = 2.71 . . , el número e, base del logaritmo neperiano.

## Uso extendido
Teóricamente la ecuación de Hooghoudt se deja aplicar también en terrenos con pendiente. La teoría del drenaje subterráneo en terreno inclinado está comprobada por los resultados de experimentos en tanques de arena. Asimismo se puede incluir la resistencia de entrada del agua al tubo enterrado.

Definiciones del drenaje subterráneo en terreno con pendiente y de la resistencia de entrada
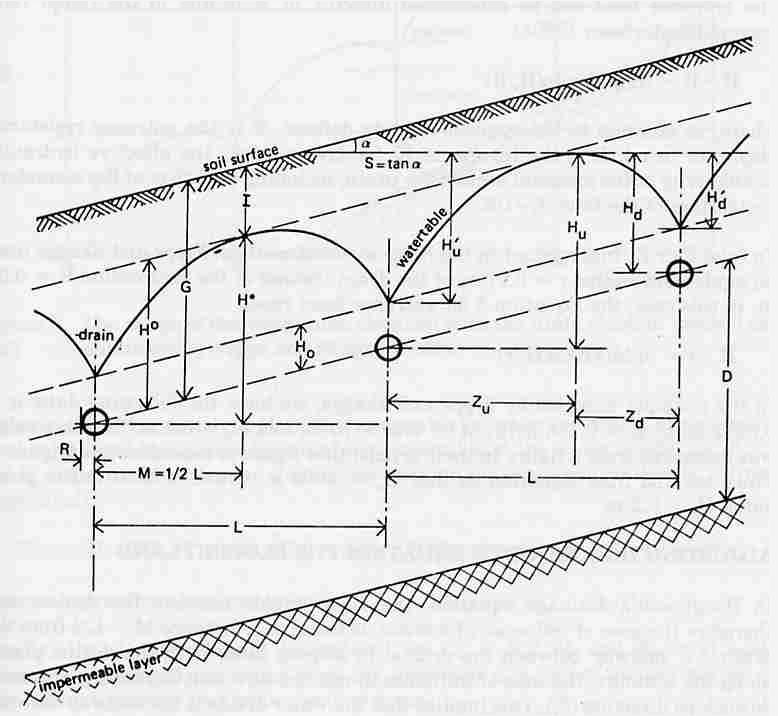
Geometría usada en la teoría del drenaje subterráneo en terreno inclinado
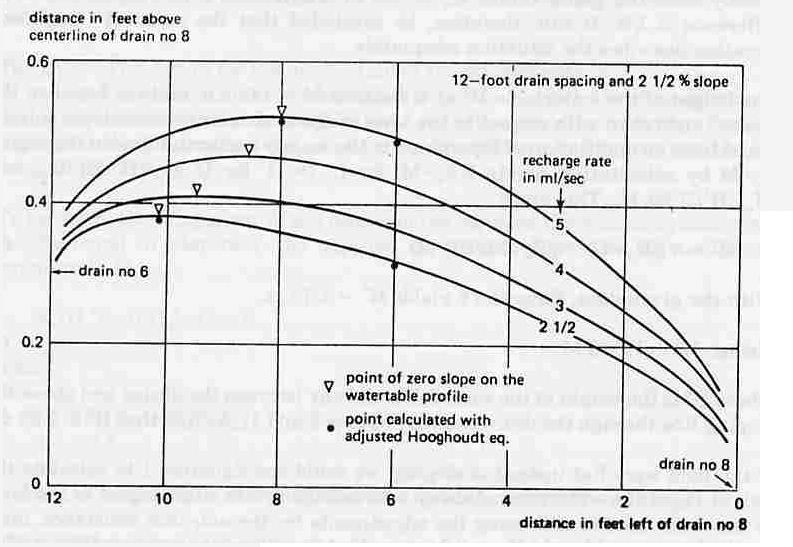
Corroboración con experimentos en un tanque inclinado de arena
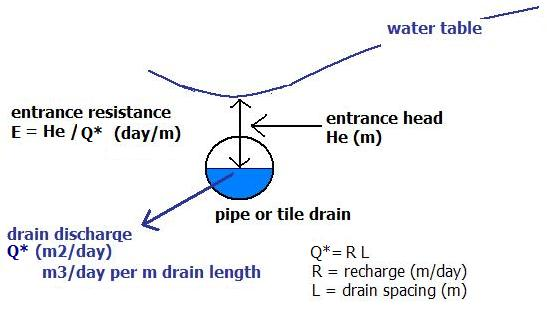
Definición de la resistencia de entrada

## Amplificación

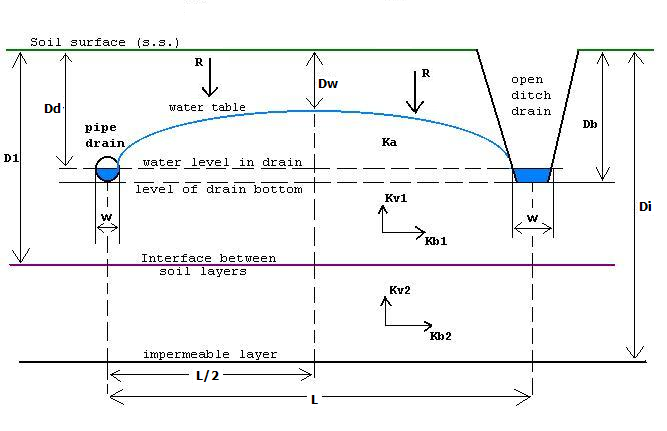
Amplificación de los parámetros usados por Hooghoudt

La ecuación de drenaje puede ser amplificada tomando en cuenta :
- la energía adicional asociada con la entrada el agua de percolación (véase Agua subterránea#Recarga)
- un acuífero estratificado
- una conductividad hidráulica anisotrópica, siendo la conductividad vertical (Kv) diferente de la horizontal (Kh)
- tubos y zanjas de drenaje de diferentes tamaños con anchura cualquiera
- la resistencia de entrada

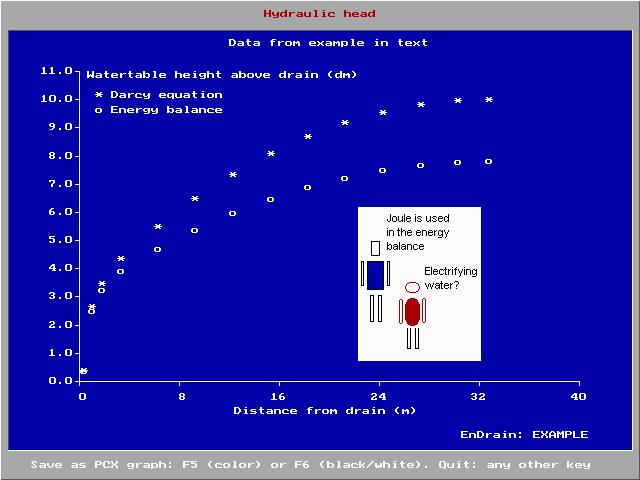
Programa EnDrain: drenaje y la forma de la tabla de agua

La ecuación amplificada de drenaje utiliza el equivalente de la Ley de Joule y se presenta como una ecuación diferencial que precisa una solución numérica para la cual un programa de computadora es indispensable. 
La presencia de tal programa ayuda en evaluar rápidamente varias alternativas de diseño y ejecutar un análisis de sensibildad en cuanto a la influencia de cambios de factores que integran la ecuación.
La figura azul muestra el resultado de un cálculo por computadora con la ecuación amplificada utilizando el programa EnDrain. La figura aclara la influencia de la incorporación de la energía asociada con la recarga en comparación con la solución que no incorpora esa energía.